# Kaple Panny Marie (Velký Šenov)
Kaple Panny Marie stála v dolním Šenově (západní část města Velký Šenov) nedaleko železniční trati Rumburk–Sebnitz. Novorománská kaple byla postavena před první světovou válkou, zbořena byla počátkem 80. let 20. století.

## Historie
Kaple Panny Marie byla postavena na počátku 20. století nejpozději před začátkem první světové války. Nevelká kaple v novorománském slohu stála mezi statky čp. 209 a 366 v dolním Šenově při vedlejší cestě, která vedla k nedalekému železničnímu viaduktu. Stavbu kaple finančně podpořili především obyvatelé z okolí, ti pak následně kapli udržovali a využívali. Zlom nastal s odsunem původních obyvatel města po druhé světové válce. Kaple byla udržována patrně do 50. let 20. století. V této době došlo k demolici většiny okolních domů a noví obyvatelé města neměli o kapli zájem. Stavba postupně chátrala, její zkáza byla dovršena počátkem 80. let 20. století, kdy byla beze zbytku stržena. Na jejím místě se dnes nachází neudržované rumiště. Stavební parcela o rozloze 22 m², na které kaple stála, je v majetku Římskokatolické farnosti Velký Šenov.

## Popis
Půdorys kaple byl přibližně obdélný, v zadní části (presbytář) zúžený. Uprostřed průčelí byly umístěny obdélné dřevěné dveře, štít zdobil štukový kříž. Nároží kaple byla opatřena nepříliš výraznou bosáží. V každé z bočních stěn kaple byla umístěna dvě okna zakončená půlkruhovým obloukem. Fasáda byla patrně již od začátku v pískové barvě. Střechu kaple kryla břidlice; tou byla obložena i robustní čtyřhranná věž, ve které byl umístěn zvon. Z inventáře kaple se nedochovalo nic. Tvořil jej dřevěný oltář s obrazem Panny Marie a dřevěné lavice.

## Galerie

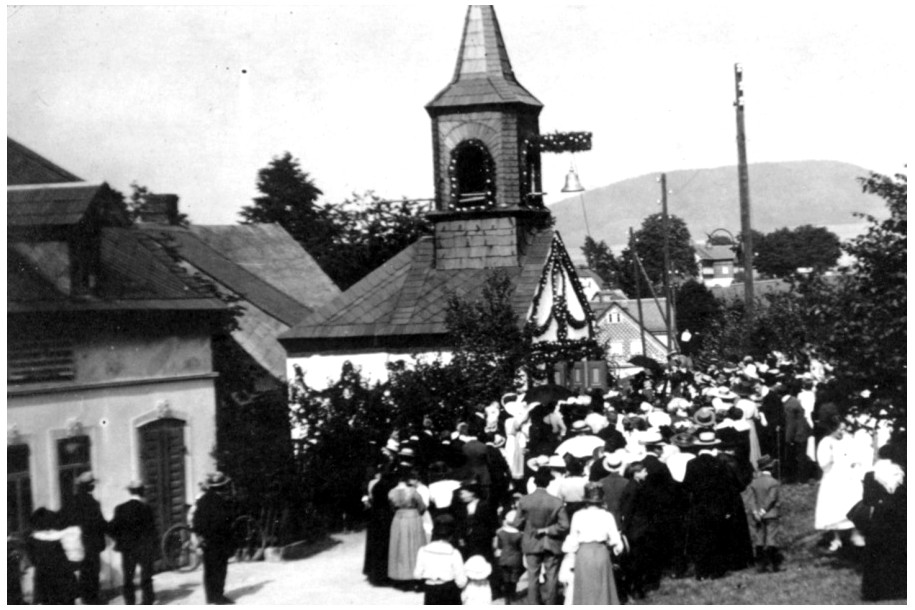
Kaple Panny Marie, slavnostní osazení zvonu
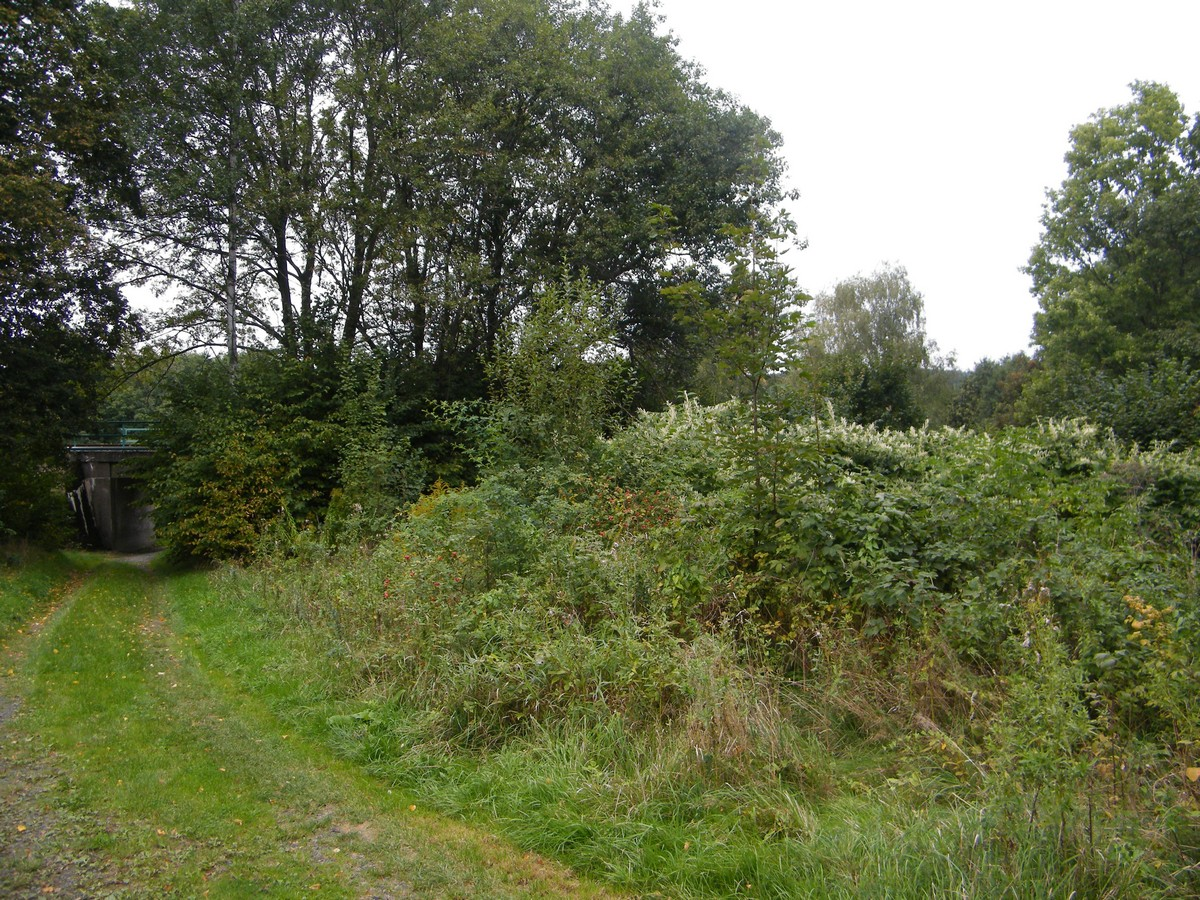
Zbořeniště po kapli Panny Marie (2015)
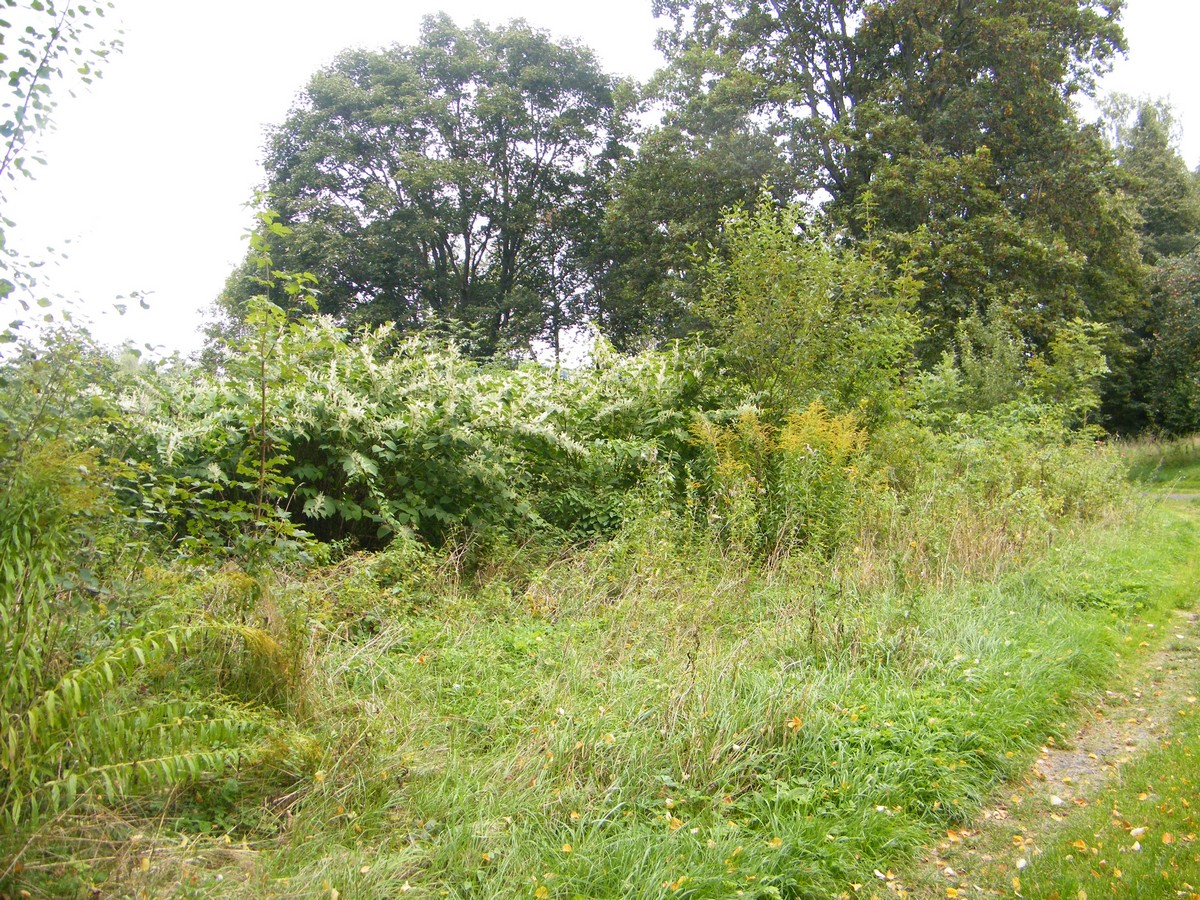
Zbořeniště po kapli Panny Marie (2015)